# Premis del Sindicat Nacional de l'Espectacle de 1968
Els vint-i-vuitens Premis Nacionals de Cinematografia concedits pel Sindicat Nacional de l'Espectacle corresponents a 1968 es van concedir el 30 de gener de 1969 a Madrid. En aquesta edició els premis econòmics foren per 5 pel·lícules i 875.000 pessetes, i un total de 265.000 pessetes als premis al millor director, guió, actor i actriu principal, actor i actriu secundaris, fotografia, decorats i música. També es va concedir el premi al millor equip artístic (100.000 pts) a No desearás la mujer de tu prójimo de Pedro Lazaga, i la millor figuració a Operación Mata Hari de Mariano Ozores. Els premis als millors curtmetratges (25.000 pessetes cadascun) foren entregats a Un pequeño colonizador verde, La luna de Tobalito i La Alpujarra (un mundo inquieto). Hi van estar presents el ministre Manuel Fraga Iribarne, el secretari genral del Movimiento José Solís Ruiz, el director general de cultura Carlos Robles Piquer i el president del SNE Jorge Jordana de Pozas y Fuentes.

## Guardonats de 1968
| Categoria                | Premi       | Pel·lícula premiada                | Director                      |
| ------------------------ | ----------- | ---------------------------------- | ----------------------------- |
| Premi especial           | 250.000 pts | España otra vez                    | Jaime Camino                  |
| 1r premi                 | 250.000 pts | Las Vegas, 500 millones            | Antonio Isasi Isasmendi       |
| 2n premi                 | 150.000 pts | No somos de piedra                 | Manuel Summers                |
| 3r premi                 | 125.000 pts | ¡Cómo sóis las mujeres!            | Pedro Lazaga                  |
| 4t premi                 | 100.000 pts | Dio perdona... io no!              | Giuseppe Colizzi              |
| Millor director          | 45.000 pts  | Antonio Isasi Isasmendi            | Las Vegas, 500 millones       |
| Millor guió              | 45.000 pts  | Pedro Masó, Vicente Coello         | No le busques tres pies...    |
| Millor actriu            | 30.000 pts  | Sonia Bruno                        | La chica de los anuncios      |
| Millor actor             | 30.000 pts  | Arturo Fernández                   | ¡Cómo sóis las mujeres!       |
| Millor actriu principal  | 25.000 pts  | Milagros Leal                      | La vil seducción              |
| Millor actor principal   | 25.000 pts  | Juanjo Menéndez                    | Verde doncella                |
| Millor actriu secundària | 20.000 pts  | Mònica Randall                     | Cristina Guzmán               |
| Millor actor secundari   | 20.000 pts  | Venancio Muro                      | El marino de los puños de oro |
| Millor fotografia        | 25.000 pts  | Víctor Monreal Sarto               | El magnífico Tony Carrera     |
| Millors decorats         | 20.000 pts  | Juan Alberto Soler, Antonio Cortés | Las Vegas, 500 millones       |
| Millors música           | 20.000 pts  | Antón García Abril                 | No le busques tres pies...    |